# Ђорђе Трифуновић
Ђорђе Трифуновић (Београд, 13. април 1934) српски је универзитетски професор у пензији и историчар књижевности.

## Биографија
Рођен је у Београду као син трговца Владимира Трифуновића. Његова старија браћа су били историчар уметности Лазар Трифуновић и математичар Драган Трифуновић.
Највише се бавио историјом српске књижевности и старом књижевношћу. Преводио је старе српске рукописе на савремени српски језик.

## Награде
- Награда „Златни прстен Багдале”, 1986.
- Награда „Исидора Секулић”, за књигу Стара српска књижевност, 1994.
- Награда „Рачанска повеља”, за књигу Типик архиепископа Никодима, 2007.
- Награда града Београда „Деспот Стефан Лазаревић”, 2017.
- Награда „Младен Лесковац”, за 2018, 2019. и 2020.
- Награда „Доситеј Обрадовић” за животно дело, 2022.[2]

## Дела
Најзначајнија његова дела су:
- Трифуновић, Ђорђе, ур. (1968). Српски средњевековни списи о кнезу Лазару и Косовском боју. Крушевац: Багдала.
- Трифуновић, Ђорђе, ур. (1973). Теодосије Хиландарац: Живот Светога Саве. Београд: Црвени крст Југославије.
- Трифуновић, Ђорђе (1974). Азбучник српских средњовековних књижевних појмова (1. изд.). Београд: Вук Караџић.
- Трифуновић, Ђорђе (1975). Примери из старе српске књижевности: Од Григорија дијака до Гаврила Стефановића Венцловића. Београд: Слово љубве.
- „Проза архиепископа Данила II" (1976)
- „Писац и преводилац инок Исаија" (1980)
- Трифуновић, Ђорђе (1990) [1974]. Азбучник српских средњовековних књижевних појмова (2. изд.). Београд: Нолит.
- Трифуновић, Ђорђе (1994). Стара српска књижевност: Основе (1. изд.). Београд: Филип Вишњић.
- Трифуновић, Ђорђе (1995). Огледи и преводи: XIV-XVII век. Београд: Источник.
- Трифуновић, Ђорђе (2001). Ка почецима српске писмености. Београд: Откровење.
- „Са светогорских извора“ (2004. год, 308 страна)